# Namanana
Namanana (estilizado como NAMANANA) é o segundo álbum de estúdio do cantor chinês Lay. O álbum apresenta 22 faixas no total, 11 das quais em chinês com homólogos ingleses para cada um, incluindo os dois singles "Give Me a Chance" e "Namanana". O álbum marca a estréia do cantor nos Estados Unidos sob o nome de Lay Zhang.

## Antecedentes e lançamento
Em 21 de setembro, Lay anunciou sua estréia nos Estados Unidos com um álbum completo, programado para ser lançado em 19 de outubro. O artista participou da produção de cada faixa do álbum. Em 28 de setembro, foi anunciado que Lay iria pré-lançar sua música "Give Me a Chance" em 5 de outubro, cujas letras e composições foram co-escritas e co-compostas por Bazzi, e lançaria o vídeo da música em 7 de outubro.
Em 5 de outubro, a faixa "Give Me a Chance" foi lançada junto com um teaser do videoclipe. Em 7 de outubro, o videoclipe de "Give Me a Chance" foi lançado. Em 16 de outubro, o teaser do álbum foi lançado e a pré-venda digital na China começou. Em 18 de outubro, o teaser do videoclipe de "Namanana" foi lançado. Em 19 de outubro, o álbum Namanana e o videoclipe da faixa-título "Namanana" foram oficialmente lançados.

## Singles
"Give Me a Chance", lançado em 5 de outubro, ficou no topo das paradas do iTunes em 16 países, incluindo Hong Kong, Argentina, Finlândia e Emirados Árabes Unidos.

## Desempenho comercial
Dentro de 11 minutos e 11 segundos da pré-venda do álbum na China em 16 de outubro, a Namanana quebrou oito discos e alcançou o Double Diamond no QQ Music. Tornou-se o álbum digital mais rápido para quebrar todas as certificações em tão pouco tempo. O álbum quebrou o nono recorde na QQ Music e alcançou o status de Hall of Game Gold Diamond em 11 horas e 57 minutos.

## Lista de faixas
| CD1            |                              |                                      |                                                          |                |         |  |
| N.º            | Título                       | Letras                               | Música                                                   | Arranjo        | Duração |  |
| 1.             | "The Assembly Call" (集结号) | Lay                                  | Lay                                                      | Lay            | 1:25    |  |
| 2.             | "Namanana" (梦不落雨林)      | Pan Yan Ting (Golden Hook Music)     | Lay PinkSlip Anthony Pavel MZMC                          | Lay            | 3:28    |  |
| 3.             | "Give Me a Chance" (爱到这)  | Wang Jing Yun                        | Lay Andrew Bazzi Mike Woods Kevin White MZMC             | Lay            | 3:43    |  |
| 4.             | "Lay U Down" (催眠术)        | Pan Yan Ting (Golden Hook Music)     | Lay Jakob Mihoubi Rudi Daouk Qi Zhe Xi                   | Lay Qi Zhe Xi  | 3:06    |  |
| 5.             | "Save You" (爱的引力)        | Pan Yan Ting (Golden Hook Music) Lay | Lay Jakob Mihoubi Rudi Daouk                             | Lay            | 3:31    |  |
| 6.             | "Hold On" (坚持)             | Sun Yi En                            | Lay Jeff Lewis                                           | Lay            | 3:11    |  |
| 7.             | "Thing for You" (幸福上瘾)   | Pan Yan Ting (Golden Hook Music)     | Lay VEDO                                                 | Lay            | 2:52    |  |
| 8.             | "Mapu Tofu" (麻婆豆腐)       | Pan Yan Ting (Golden Hook Music)     | Lay Dawn                                                 | Lay            | 2:42    |  |
| 9.             | "Flavour" (香水)             | Pan Yan Ting (Golden Hook Music)     | Lay Jakob Mihoubi Rudi Daouk                             | Lay            | 4:10    |  |
| 10.            | "Don't Let Me Go" (快门回溯) | Pan Yan Ting (Golden Hook Music)     | Lay Qi Zhe Xi Michaela Shiloh MZMC VMP Kyle Christopher  | Lay Qi Zhe Xi  | 3:31    |  |
| 11.            | "Tattoo" (贝壳女孩)          | Zhou Wei Jie                         | Lay Hyuk Shin JJ Evans (Joombas) Ashley Alisha (Joombas) | Lay            | 3:15    |  |
| Duração total: | Duração total:               | Duração total:                       | Duração total:                                           | Duração total: | 34:54   |  |

| CD2            |                     |                                            |                                                          |                |         |  |
| N.º            | Título              | Letras                                     | Música                                                   | Arranjo        | Duração |  |
| 1.             | "The Assembly Call" | Lay                                        | Lay                                                      | Lay            | 1:25    |  |
| 2.             | "Namanana"          | Anthony Pavel PinkSlip                     | Lay PinkSlip Anthony Pavel MZMC                          | Lay            | 3:28    |  |
| 3.             | "Give Me a Chance"  | Andrew Bazzi Kevin White Mike Woods        | Lay Andrew Bazzi Mike Woods Kevin White MZMC             | Lay            | 3:43    |  |
| 4.             | "Lay U Down"        | Jakob Mihoubi Rudi Daouk                   | Lay Jakob Mihoubi Rudi Daouk Qi Zhe Xi                   | Lay Qi Zhe Xi  | 3:06    |  |
| 5.             | "Save You"          | Jakob Mihoubi Rudi Daouk                   | Lay Jakob Mihoubi Rudi Daouk                             | Lay            | 3:31    |  |
| 6.             | "Hold On"           | Jeff Lewis                                 | Lay Jeff Lewis                                           | Lay            | 3:11    |  |
| 7.             | "Thing for You"     | VEDO                                       | Lay VEDO                                                 | Lay            | 2:52    |  |
| 8.             | "Mapu Tofu"         | Anthony Pavel MZMC                         | Lay Dawn                                                 | Lay            | 2:42    |  |
| 9.             | "Flavour"           | Jakob Mihoubi Rudi Daouk                   | Lay Jakob Mihoubi Rudi Daouk                             | Lay            | 4:10    |  |
| 10.            | "Don't Let Me Go"   | Anthony Pavel MZMC                         | Lay Qi Zhe Xi Michaela Shiloh MZMC VMP Kyle Christopher  | Lay Qi Zhe Xi  | 3:31    |  |
| 11.            | "Tattoo"            | JJ Evans (Joombas) Ashley Alisha (Joombas) | Lay Hyuk Shin JJ Evans (Joombas) Ashley Alisha (Joombas) | Lay            | 3:15    |  |
| Duração total: | Duração total:      | Duração total:                             | Duração total:                                           | Duração total: | 34:54   |  |

## Vendas
| Região     | Vendas   |
| ---------- | -------- |
| China (DL) | 784,800+ |

## Prêmios e indicações

### Prêmios de programas musicais
| Canção             | Programa              | Data                  |
| ------------------ | --------------------- | --------------------- |
| "Give Me a Chance" | Yo! Bang (Tencent QQ) | 14 de outubro de 2018 |
| "Give Me a Chance" | Yo! Bang (Tencent QQ) | 21 de outubro de 2018 |

## Histórico de lançamentos
| Região         | Data                  | Formo                           | Rótulo                        |
| -------------- | --------------------- | ------------------------------- | ----------------------------- |
| Estados Unidos | 19 de outubro de 2018 | CD, digital download, streaming | SM Zhang Yixing Studio IRIVER |
| China          | 19 de outubro de 2018 | CD, digital download, streaming | SM Zhang Yixing Studio IRIVER |
| Coreia do Sul  | 19 de outubro de 2018 | CD, digital download, streaming | SM Zhang Yixing Studio IRIVER |
| Vários         | 19 de outubro de 2018 | Digital download, streaming     | SM Zhang Yixing Studio        |